# 満月の夜の伝説
『満月の夜の伝説』（まんげつのよるのでんせつ）は、ミヒャエル・エンデの小説。1989年7月11日から同月13日まで佐藤真理子の訳で『朝日新聞』に掲載された。

## 物語の類似
連載直後に読者からの投稿で既存の物語との類似を指摘された。
同年8月2日の夕刊7面には、「エンデは子ども時代に親しんだインドの民話の、ヨガの行者と猟師の話にヒントを得ていたということで、盗作でない」という関連記事があった。これらの物語の起源が同じ可能性はあるらしいが、この件でエンデ本人のインタビューはなかった。
類似が指摘された物語（成立はこちらの方が早い）
- 『宇治拾遺物語』
- 『怪談・骨董』より「常識」―小泉八雲

八雲の作品に関しては、収集した物語を編集・翻訳したものという形式。先に成立していた『宇治拾遺物語』が収集対象の一つになっていたものと思われる。
類似点 ― エンデ作品の人物/その他の物語の人物
- 登場人物が聖人（隠者/和尚・修行僧など）と悪人（悪事を働いた男/猟師）という組み合わせ。
- 聖人をねらった獣が、聖なるもの（天使/普賢菩薩）に変化する。そのことを悪人が見抜いて、獣を退治して聖人を助ける。